# Wanda (Gerhart Hauptmann)
Wanda ist der vierte Roman des deutschen Nobelpreisträgers für Literatur Gerhart Hauptmann, der im Spätwinter 1927 innerhalb von zwei Monaten entstand und im Folgejahr in der Vossischen Zeitung unter dem Titel Der Dämon abgedruckt wurde. Das Buch kam noch 1928 unter dem Titel Wanda auf den Markt.
In dem Künstlerroman holt der außerordentlich begabte 28-jährige Bildhauer Paul Haake, Kind eines Proletariers, das völlig verlauste 16-jährige Bettelkind Wanda Schiebelhut aus Oppeln von der Straße und macht es in Breslau zu seiner Ehefrau. Wanda Haake brennt mehrmals durch und zieht mit dem Zirkus des Direktors Balduin Flunkert als Seiltänzerin quer durch Deutschland. Die Männerwelt ist von dem grazilen „lüsternen Körper“ dieser Frau hingerissen. Als Paul erfahren muss, Wandas Sohn ist von Balduin, erschlägt er den Rivalen und stirbt selbst im Straßengraben.

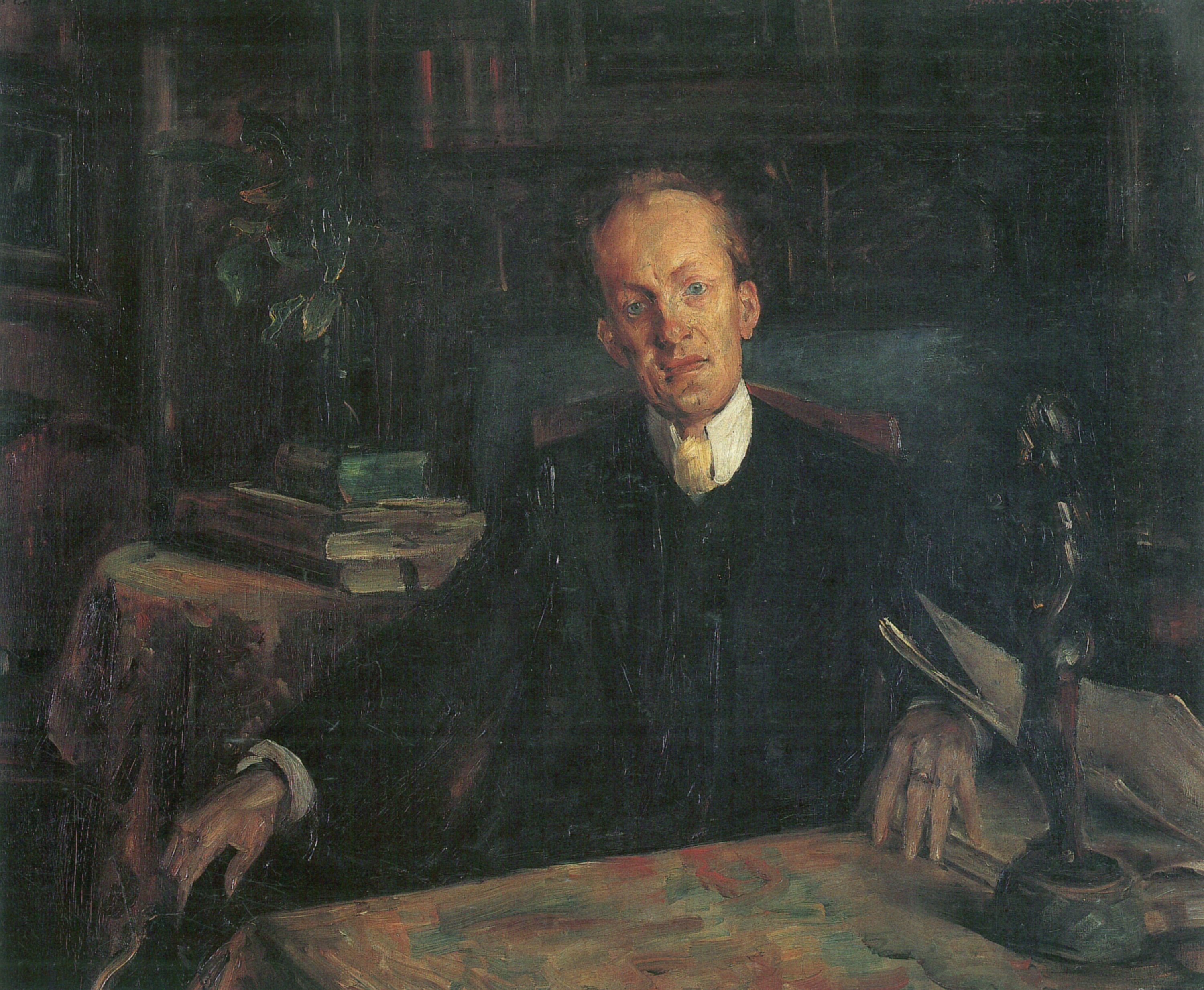
Gerhart Hauptmann auf einem Gemälde von Lovis Corinth anno 1900

## Handlung
Frauen hatte Haake schon vor Wanda gehabt. Da war zum Beispiel vor Jahren eine schöne Magd gewesen. Die hatte von ihm ein Kind bekommen. Das war bald nach der Geburt gestorben. Haake hatte es mit zu Grabe getragen.
1
28. Mai in der Nähe von Görlitz: Dem Breslauer Haake ist die Verlobte das erste Mal durchgebrannt. Von einem befreundeten Breslauer Polizeikommissar weiß Haake, er muss dem Wanderzirkus Flunkert auf der Route Herrnhut, Muskau, Spremberg, Cottbus, Lübben folgen und nach der Seiltänzerin Pipilada, der Mexikanerin, forschen. Tatsächlich – der Bildhauer stößt bei Königs Wusterhausen auf die Truppe. Wanda, die sich dem Amtsvorsteher gegenüber als Catalina Godoy aus Buenos Aires ausgibt und erklärt, dass sie mit den Flunkerts versippt sei, will Haake nicht kennen. Der verzweifelt Bildhauer spürt in Wandas Augen „Tollheit und Eulenspiegelei“. Wanda, die auf dem Seil eine unglückliche Figur macht, steht bei Flunkert unter Vertrag. Der Direktor gibt seine Mitarbeiterin auch nicht für eine größere Summe Geldes heraus. In einem Sinneswandel will Wanda plötzlich von Haake vor der „Bestie“ Flunkert, der sie mit der langen Peitsche nach jedem Absturz wieder aufs Seil treibe, errettet werden. Das Flehen ist vergeblich. Flunkert gibt Wanda immer noch nicht frei. Der Bildhauer bleibt für mehrere Wochen in der Nähe des Zirkusses und wird zum Trinker.
Der Breslauer Architekt Willi Maak, Haakes bester Freund, will den Bildhauer aus der „Versklavung durch Wanda“ befreien und lässt einen Detektiv nach dem Zirkus suchen. Über Zeuthen ist Flunkerts Truppe nach Erkner vorgedrungen. Wanda erklärt dem Architekten in Erkner, ihre Welt sei das Seil über der Manege. Das Modellstehen im Evakostüm und die Hausfrauenrolle eines Schwerblütlers in Breslau kämen für eine Artistin nicht mehr in Frage. Maak kann lediglich den Freund mit  nach Hause nehmen.
2
Die Stadt Breslau bezahlt Haake eine sechswöchige Künstlerfahrt über Florenz nach Rom. Zunächst hält die vermögende adlige Schwedin Frau Ingeström in Rom den untersetzten, breitschultrigen Bildhauer – eine Stiernatur – für den passenden Mann für ihre schlanke, blonde Tochter Carola.
Warum reisen Frau Ingeström und Tochter Carola unvermittelt nach Stockholm ab? Der Erzähler hält eine Intrige in dem kleinen römischen Künstlerdorf für wahrscheinlich. Jedenfalls arbeitet Haake unverdrossen – zwölf bis vierzehn Stunden pro Tag – in seinem Atelier. Der Künstler erkrankt nach übermäßigem Wassertrinken an Typhus. Wieder erscheint der Freund Willi Maak als Retter zur rechten Zeit auf der Bildfläche. Er bringt Haake ins Deutsche Krankenhaus auf dem Kapitol. Vor der Rückreise nach Breslau wird ein Genesungsurlaub in die Alpen eingeschoben.
In Breslau erhält Haake an der Kunstschule eine Professur. Den folgenden Winter arbeitet er in Florenz. Carola Ingeström wird dort nicht vorgelassen. Im Frühjahr wieder in Breslau, heiratet er Wanda. Die Seilakrobatin, auf der Flucht vor dem gewalttätigen Direktor Balduin Flunkert, hatte sich zuvor reumütig unter den Schutz ihres Verlobten, des Professors, begeben. Der launische Haake vermutet alsbald einen geheimen Briefwechsel seiner jungen Frau mit Flunkert und verfolgt sie mit seinen Eifersüchteleien. Wanda bereut ihre Flucht nach Breslau und beklagt sich bei Willi Maak, sie sei aus dem Regen in die Traufe geraten. Der Professor zwänge sie im Atelier zu Dingen, die sich nicht aussprechen ließen. Als der Zirkus Renz in Breslau nahe beim Freiburger Bahnhof gastiert, packt Wanda das Artistenfieber. Das Ehepaar besucht zusammen mit Willi Maak eine Vorstellung. Balduin Flunkert tritt als Gast auf. Danach ist Wanda aus der Loge verschwunden. Daheim bekommt die Frau von ihrem hünenhaften Ehemann eine solche Tracht Prügel, dass sie anschließend bei der erstbesten Gelegenheit mit ihren Schmucksachen das Weite sucht. Der Professor flennt wie ein Kind und ergibt sich wieder einmal dem Trunke.
Haake erholt sich nervlich in der Waldeinsamkeit bei seinem alten Freund, dem Förster Adolf Ronke in Görbersdorf. Dessen 15-jährige Tochter Marie – Mieke gerufen – streift des Nachts gewöhnlich mutterseelenallein durch die dortigen Wälder. Mieke lässt den hartnäckigen Forstassessor Mahlmann links liegen und verliebt sich in den rekonvaleszenten Professor. Haake erwidert diese Liebe und will sich scheiden lassen. Wanda, zu Flunkert zurückgekehrt, von dem Direktor frisch dressiert, tritt als Kunstreiterin auf. Die Artistin stellt sich mit Hilfe eines Anwalts als die durch ihren Ehegatten Geschädigte dar. Der Betrag, den sie als Entschädigung fordert, würde Haake ruinieren. Der Professor, der die inzwischen 17-jährige Mieke heiraten will, geht nach Zobten, dem aktuellen Standort des Zirkusses Flunkert und will mit seiner verhandlungsbereiten Frau sprechen. Das Ehepaar verbringt die Nacht nach der Ankunft Haakes in Zobten einträchtig. Auch in den folgenden Tagen genießt Haake das Beisammensein mit Wanda und lässt sich verleugnen, als sich Willi Maak besorgt nach seinem Befinden erkundigt.
Nach einiger Zeit, Zirkus Flunkert gastiert in Bremen, fühlt sich Wanda schwanger. Einen Sohn wird sie von ihrem Ehemanne bekommen, schwärmt die Frau. Willi Maak, der das „Flunkertgesindel“, das den Freund finanziell ruinieren möchte, durchschaut, macht ihm Vorhaltungen.
Weil sich Haake nicht rührt, ist Mieke, die auch von ihm ein Kind erwartet, notgedrungen mit dem Forstassessor Mahlmann die Ehe eingegangen. Mitte Juni bringt Wanda in Weinsberg den kleinen Paul Haake zur Welt.
In den Augen der Zirkusleute erscheint Professor Haake als Gehörnter. Zudem wird er von ihnen verlacht, weil er sein Geld in das Unternehmen Flunkert gesteckt hat.  Das Gerücht vom gehörnten Ehemann bewahrheitet sich. Haake belauscht ein Gespräch zwischen Wanda und Flunkert, in dem die wahre Vaterschaft ausgeplaudert wird.

## Verfilmung
- 19. Dezember 1952: Deutschland (BRD): Königin der Arena von Rolf Meyer mit Jan Hendriks, Camilla Horn, Grethe Weiser, Hans Söhnker, Paul Kemp, Peter Alexander, Lonny Kellner, Bruce Low, Maria Litto und Horst Beck. Musik: Michael Jary.

## Rezeption
Zeitgenossen
- 1927: Hans von Hülsen habe den Text als Entwurf gesehen, der doch noch der sprachlichen Ausformung bedürfe. Darauf soll Gerhart Hauptmann dem Freunde erwidert haben: „Finden Sie nicht, daß es für einen Zeitungsabdruck gut genug ist?“[6]

Neueres
- 1996, Leppmann: Gerhart Hauptmann habe den „Sensationsroman“ aus finanziellen Gründen verfasst.[7] Gerhart Hauptmann erfinde etwas Neues. Wanda verführe nicht die Männer, sondern sei der Fels, an dem die Männer zerschellten.[8] Leppmann sieht den Text sozusagen als Autobiographie[A 3] Gerhart Hauptmanns, an der die Verrisse der Kritiker abprallten.[9]
- 1998, Marx nennt Wanda im Gegensatz zu Leppmann einerseits eine Femme fragile. Andererseits betont er, Wanda ist stärker als Mieke.[10] Treffend formuliert Marx zu den Übersteigerungen im Text, Gerhart Hauptmann schreibe eigene erotische Erfahrungen ins Verhängnisvolle fort.[11] Kaum ein erwartbares Klischee werde in dem Künstlerroman ausgelassen – beispielsweise Haakes Arbeitseifer, Alkoholkonsum und Lendenkraft.[12]

### Erstausgabe als Buch
- Wanda. Roman. 277 Seiten. S. Fischer, Berlin 1928[13]

### Ausgaben
Verwendete Ausgabe:
- Wanda. S. 635–814 in: Gerhart Hauptmann: Die großen Romane. 814 Seiten. Propyläen Verlag, Berlin 1968

### Sekundärliteratur
- Gerhard Stenzel (Hrsg.): Gerhart Hauptmanns Werke in zwei Bänden. Band II. 1072 Seiten. Verlag Das Bergland-Buch, Salzburg 1956 (Dünndruck), S. 1066 Überblick
- Wolfgang Leppmann: Gerhart Hauptmann. Eine Biographie. Ullstein, Berlin 1996 (Ullstein-Buch 35608), 415 Seiten, ISBN 3-548-35608-7 (identischer Text mit ISBN 3-549-05469-6, Propyläen, Berlin 1995, untertitelt mit Die Biographie)
- Wanda. S. 326–333 in: Friedhelm Marx: Gerhart Hauptmann. Reclam, Stuttgart 1998 (RUB 17608, Reihe Literaturstudium). 403 Seiten, ISBN 3-15-017608-5